# William F. Gordon
William Fitzhugh Gordon (* 13. Januar 1787 bei Fredericksburg, Virginia; † 28. August 1858 im Albemarle County, Virginia) war ein US-amerikanischer Politiker. Von 1830 bis 1835 vertrat er den Bundesstaat Virginia im US-Repräsentantenhaus.

## Werdegang
William Gordon besuchte die öffentlichen Schulen seiner Heimat sowie die Springhill Academy. Nach einem anschließenden Jurastudium und seiner 1808 erfolgten Zulassung als Rechtsanwalt begann er in Orange Court House in diesem Beruf zu arbeiten. 1809 verlegte er seinen Wohnsitz und seine Kanzlei nach Charlottesville. Im Jahr 1812 war er auch als Staatsanwalt tätig. Gordon nahm auch am Britisch-Amerikanischen Krieg teil und wurde später Generalmajor der Staatsmiliz von Virginia. Gleichzeitig schlug er eine politische Laufbahn ein. Zwischen 1818 und 1829 saß er im Abgeordnetenhaus von Virginia. In den 1820er Jahren schloss er sich der Bewegung um Andrew Jackson an und wurde Mitglied der von diesem 1828 gegründeten Demokratischen Partei. In den Jahren 1829 und 1830 war er Delegierter auf einer Versammlung zur Überarbeitung der Verfassung seines Heimatstaates.
Nach dem Rücktritt des Abgeordneten William Cabell Rives wurde Gordon bei der fälligen Nachwahl für den zehnten Sitz von Virginia als dessen Nachfolger in das US-Repräsentantenhaus in Washington, D.C. gewählt, wo er am 25. Januar 1830 sein neues Mandat antrat. Nach zwei Wiederwahlen konnte er bis zum 3. März 1835 im Kongress verbleiben. Seit 1833 vertrat er dort als Nachfolger von John J. Roane den zwölften Wahlbezirk seines Staates. Seit dem Amtsantritt von Präsident Jackson im Jahr 1829 wurde innerhalb und außerhalb des Kongresses heftig über dessen Politik diskutiert. Dabei ging es um die umstrittene Durchsetzung des Indian Removal Act, den Konflikt mit dem Staat South Carolina, der in der Nullifikationskrise gipfelte, und die Bankenpolitik des Präsidenten.
1834 wurde Gordon nicht wiedergewählt. Nach dem Ende seiner Zeit im US-Repräsentantenhaus betätigte er sich in der Landwirtschaft. Im Jahr 1850 nahm er als Delegierter an der Southern Convention in Nashville teil. William Gordon starb am 28. August 1858 auf seiner Plantage Edgeworth im Albemarle County.